# Agrupació Europea Ciutats de la Ceràmica
L'Agrupació Europea Ciutats de la Ceràmica (AEuCC) és una “agrupació europea de cooperació territorial” (AECT) creada el 7 de gener del 2014 que té per objectiu el desenvolupament territorial i la cooperació territorial en l'àmbit de l'art i l'artesania de la ceràmica.
És un rar exemple d'AECT dedicada a un sector específic d'activitat (en aquest cas la de la ceràmica) no directament relacionat al fet transfronterer; tot i que no és l'únic. Majoritàriament, les altres AECT existents a Europa tenen com a objectiu promoure conjuntament el desenvolupament integral d'un territori en tots els seus diversos àmbits d'activitats econòmiques, culturals i socials.
L'AEuCC promou tan les accions turístiques entorn de la ceràmica com la formació professional dels ceramistes; l'organització d'estudis, seminaris, exposicions i fires; la millora de les tècniques de producció i la innovació; la protecció del medi ambient i la reducció de la pol·lució; el foment de la identitat europea; com la protecció i estudi de l'herència cultural artística i etnogràfica.

## Els seus membres
L'AeuCC agrupa les Associacions de Ciutats de la Ceràmica existents a set estats d'Europa:
- AiCC (Itàlia), que agrupa 46 ciutats
- AfCC (França), 10 ciutats
- AeCC (Espanya), 29 ciutats
- ArCC (Romania), 12 ciutats
- AgCC (Alemanya), 10 ciutats
- AczCC (Txèquia), 3 ciutats
- AptCC (Portugal), 14 ciutats

En total, doncs, l'AeuCC agrupa a 124 ciutats europees de la ceràmica.
La polonesa AplCC va iniciar els tràmits d'adhesió, tot i que de moment és un procés que no s'ha materialitzat.

### Les ciutats dels Països Catalans
De l'àmbit dels Països Catalans hi ha associades 14 ciutats de la ceràmica: La Bisbal d'Empordà, Quart, Sant Julià de Vilatorta, Breda, Argentona, Esplugues de Llobregat, Verdú, La Galera, L'Alcora, Ribesalbes, Onda, Manises, Agost (a l'Alacantí) i Marratxí (a l'illa de Mallorca).  

## Règim jurídic i funcionament
Està lògicament dotada d'uns Estatuts i del Conveni constitutiu, documents que estableixen les formes de funcionament i precisen que l'Agrupació es regeix per la legislació espanyola en cas de desacords persistents. La seu oficial és a l'ajuntament de Totana (Múrcia).
L'AECT disposa de cinc òrgans: l'Assemblea, la Presidència (un president i 3 vice-presidents), el Comitè Executiu, un Director, i la Conferència de batlles. De tots ells només és remunerat el càrrec de Director. L'Assemblea es reuneix dos cops a l'any i està composta per 5 membres de cada associació-membre. El Comitè Executiu està format pels presidents de les respectives associacions-membre. I el President (i els vice-presidents) de l'AEuCC és nomenat i renovat per l'Assemblea cada dos anys. La Conferència de batlles es reuneix un cop l'any (normalment coincidint amb la convocatòria de l'Assemblea) i està constituïda pels batlles (o els seus representants) de totes les ciutats associades, i té només un caràcter consultiu o propositiu, però sense poder de decisió pròpia. El poder de decisió correspon a l'Assemblea i al Comitè Executiu.